# William Henry Flower

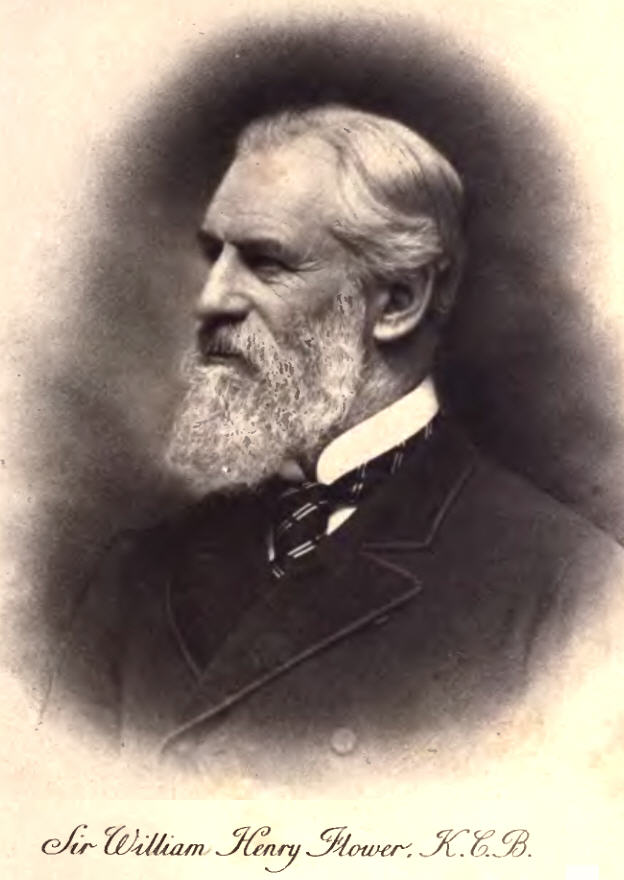
Sir William Henry Flower

Sir William Henry Flower (1831-1899) was een Engels chirurg, anatoom en zoöloog. Hij werd op 30 november 1831 geboren in Stratford-upon-Avon als tweede zoon van Edward Fordham Flower (1805–1883) en Selina Greaves (1804-1884). Hij overleed op 1 juli 1899.

## Beroepsleven
Flower studeerde medicijnen en chirurgie op University College London. Hij was bestuurslid van de Zoological Society of London en vanaf 1854 curator van het Natural History Museum in Londen.